# Muriceides hirta
Muriceides hirta is een zachte koraalsoort uit de familie Plexauridae. De koraalsoort komt uit het geslacht Muriceides. Muriceides hirta werd in 1868 voor het eerst wetenschappelijk beschreven door Pourtalès. 